# (4539) Miyagino
(4539) Miyagino – planetoida z pasa głównego asteroid okrążająca Słońce w ciągu 4,37 lat w średniej odległości 2,67 j.a. Odkrył ją Masahiro Koishikawa 8 listopada 1988 roku w Sendai. Nazwa planetoidy pochodzi od wschodniej części miasta Sendai, znanej jako Miyagino od VII wieku.